# Stich (Overath)
Stich ist ein Ortsteil von Heiligenhaus in der Stadt Overath im Rheinisch-Bergischen Kreis in Nordrhein-Westfalen, Deutschland.

## Lage und Beschreibung
Der kleine Ortsteil Stich befindet sich nahe der Bundesautobahn 4 und ist am besten über die alte Höhenstraße Hohkeppeler Straße (Landesstraße 84) und Birken zu erreichen. Orte in der Nähe sind Heide, Heidermühle, Oberbech und Wiedenhof.

## Geschichte
Die Topographia Ducatus Montani des Erich Philipp Ploennies, Blatt Amt Steinbach, belegt, dass der Wohnplatz bereits 1715 drei Hofstellen besaß, die als Sticher beschriftet sind. Er war zu dieser Zeit Teil der Honschaft Löderich im Kirchspiel Overath.
Der Ort ist auf der Topographischen Aufnahme der Rheinlande von 1817 als Stich verzeichnet. Die Preußische Uraufnahme von 1845 zeigt den Wohnplatz ebenfalls unter dem Namen Stich. Ab der Preußischen Neuaufnahme von 1892 ist der Ort auf Messtischblättern regelmäßig als Stich verzeichnet.
1822 lebten 22 Menschen im als Hof und Mühle kategorisierten Ort, der nach dem Zusammenbruch der napoleonischen Administration und deren Ablösung zur Bürgermeisterei Overath im Kreis Mülheim am Rhein gehörte. Für das Jahr 1830 werden für den als Stich bezeichneten Ort 26 Einwohner angegeben. Der 1845 laut der Uebersicht des Regierungs-Bezirks Cöln als Hof kategorisierte Ort besaß zu dieser Zeit sechs Wohngebäude mit 36 Einwohnern, alle katholischen Bekenntnisses.
Die Liste Einwohner und Viehbestand von 1845 zählt in Stich 33 Bewohner. Als Namen werden genannt: Christian Eisengarten, Christian Husang, Wilhelm Keller, Johann Schmidt, Godhard Schwamborn und Johann Schwamborn, alles Ackerer mit Viehbesitz. Bei der sechsköpfigen Familie Eisengarten mit vier Kindern und dem Bestand von zwei Ziegen ist vermerkt: arm. Zwei Bewohner werden als Gesinde eingeordnet, dazu gehört ein Pflegekind.
Die Gemeinde- und Gutbezirksstatistik der Rheinprovinz führt Stich 1871 mit neun Wohnhäusern und 43 Einwohnern auf. Im Gemeindelexikon für die Provinz Rheinland von 1888 werden für Stich neun Wohnhäuser mit 50 Einwohnern angegeben. 1895 besitzt der Ort sieben Wohnhäuser mit 53 Einwohnern, 1905 werden sechs Wohnhäuser und 39 Einwohner angegeben.